# Väinö Kuisma
Väinö Kuisma, född 7 augusti 1934 i Vuoksenranta Karelen, död 18 februari 2015 i Kouvola, var en finländsk spjutkastare. 
Kuisma deltog som ende finske spjutkastare vid OS i Rom 1960 och blev fyra endast 17 centimeter från bronsmedaljen, som vanns av Ungerns Gergely Kulcsár. EM deltog Kuisma i vid tre tillfällen: i Stockholm 1958 slutade han på femte plats, i  Belgrad 1962 på tionde plats och i Budapest 1966 på sjätte plats. 
Kuisma vann det finska mästerskapet 1958 och 1960, och han blev tvåa fem gånger. Hans längsta kast var 85,04 meter som han gjorde i Åbo 3 oktober 1965.  